# Сантолини, Лука
Лука Сантолини (итал. Luca Santolini; род. 22 февраля 1985, Борго-Маджоре, Сан-Марино) — сан-маринский политик, капитан-регент с 1 октября 2018 по 1 апреля 2019 года. Соправитель — Мирко Томассони.

## Биография
Член Большого Генерального совета с 2012 года. Лука Сантолини окончил факультет международных отношений Университета Болоньи и факультет журналистики Университета Урбино. Член левой партии Гражданское движение 10.